# Guksu
Pour les pâtes, voir Guksu (plat).
Le Guksu est une compétition de jeu de go en Corée du Sud. Guksu signifie littéralement la main de la nation, c'est-à-dire le meilleur joueur du pays.

## Organisation
Le Guksu est organisé par la Hanguk Kiwon. C'est la plus ancienne compétition en Corée du Sud. Bien que ce ne soit plus la compétition la mieux dotée financièrement, la tradition et le prestige du titre en font encore le titre le plus important en Corée aux yeux de beaucoup. Le sponsor est le journal Dong-a Ilbo. Le komi est de 6.5 points. Les préliminaires se déroulent avec 3 heures de réflexion par joueur, le tournoi de ligue 4 heures, et la finale pour le titre 5 heures. Le vainqueur remporte une somme de 40,000,000 KRW ($40,000).

## Vainqueurs
| Année | Vainqueur           | Finaliste       |
| ----- | ------------------- | --------------- |
| 1956  | Cho Namchul         |                 |
| 1957  | Cho Namchul         | Min Yeong-hyeon |
| 1958  | Cho Namchul         | Kim Myeong-hwan |
| 1959  | Cho Namchul         | Kim Myeong-hwan |
| 1960  | Cho Namchul         | Kim Myeong-hwan |
| 1961  | Cho Namchul         | Kim Bong-seon   |
| 1962  | Cho Namchul         | Kim In          |
| 1963  | Cho Namchul         | Lee Chang-se    |
| 1964  | Cho Namchul         | Lee Chang-se    |
| 1965  | Kim In              | Yun Kihyeon     |
| 1966  | Kim In              | Cho Namchul     |
| 1967  | Kim In              | Yun Kihyeon     |
| 1968  | Kim In              | Yun Kihyeon     |
| 1969  | Kim In              | Cho Namchul     |
| 1970  | Kim In              | Kim Jae-gu      |
| 1971  | Yun Kihyeon         | Cho Namchul     |
| 1972  | Yun Kihyeon         | Kim In          |
| 1973  | Ha Chanseok         | No Yeong-ha     |
| 1974  | Ha Chanseok         | Yun Kihyeon     |
| 1975  | compétition annulée |                 |
| 1976  | Cho Hun-hyeon       | Ha Chanseok     |
| 1977  | Cho Hun-hyeon       | Hong Jong-hyeon |
| 1978  | Cho Hun-hyeon       | Kim Su-jang     |
| 1979  | Cho Hun-hyeon       | Ha Chanseok     |
| 1980  | Cho Hun-hyeon       | Seo Bongsoo     |
| 1981  | Cho Hun-hyeon       | Seo Bongsoo     |
| 1982  | Cho Hun-hyeon       | Seo Bongsoo     |
| 1983  | Cho Hun-hyeon       | Seo Bongsoo     |
| 1984  | Cho Hun-hyeon       | Seo Bongsoo     |
| 1985  | Cho Hun-hyeon       | Seo Bongsoo     |
| 1986  | Seo Bongsoo         | Cho Hun-hyeon   |
| 1987  | Seo Bongsoo         | Cho Hun-hyeon   |
| 1988  | Cho Hun-hyeon       | Seo Bongsoo     |
| 1989  | Cho Hun-hyeon       | Lee Chang-ho    |
| 1990  | Lee Chang-ho        | Cho Hun-hyeon   |
| 1991  | Cho Hun-hyeon       | Lee Chang-ho    |
| 1992  | Cho Hun-hyeon       | Lee Chang-ho    |
| 1993  | Lee Chang-ho        | Cho Hun-hyeon   |
| 1994  | Lee Chang-ho        | Cho Hun-hyeon   |
| 1995  | Lee Chang-ho        | Cho Hun-hyeon   |
| 1996  | Lee Chang-ho        | Cho Hun-hyeon   |
| 1997  | Lee Chang-ho        | Seo Bongsoo     |
| 1998  | Cho Hun-hyeon       | Lee Chang-ho    |
| 1999  | Rui Naiwei          | Cho Hun-hyeon   |
| 2000  | Cho Hun-hyeon       | Rui Naiwei      |
| 2001  | Lee Chang-ho        | Cho Hun-hyeon   |
| 2002  | Lee Chang-ho        | Cho Hanseung    |
| 2003  | Choi Cheol-han      | Lee Chang-ho    |
| 2004  | Choi Cheol-han      | Lee Chang-ho    |
| 2005  | Lee Chang-ho        | Choi Cheol-han  |
| 2006  | Yun Junsang         | Lee Chang-ho    |
| 2007  | Lee Sedol           | Yun Junsang     |
| 2008  | Lee Sedol           | Mok Jin-seok    |
| 2009  | Lee Chang-ho        | Hong Gi-po      |
| 2010  | Choi Cheol-han      | Lee Chang-ho    |
| 2011  | Cho Hanseung        | Choi Cheol-han  |
| 2012  | Cho Hanseung        | Choi Cheol-han  |
| 2013  | Cho Hanseung        | Lee Sedol       |
| 2014  | Park Junghwan       | Cho Hanseung    |
| 2015  | Park Junghwan       | Cho Hanseung    |